# Владимир Ивковић
Владимир Ивковић (Ниш, 25. јул 1929 — Загреб, 9. март 1992) био је ватерполо репрезентативац Југославије који се два пута такмичио на Олимпијским играма 1952. у Хелсинкију и 1956. у Мелбурну.
Ватерполо је играо у дубровачком Југу и београдском Партизану, загребачкој Младости.
Ивковић је био део Ватерполо репрезентације Југославије која је освојила сребрну медаљу на олимпијском турниру 1952. у Хелсинкију. Играо је две утакмице.
Четири године касније на Олимпијским играма 1956. у Мелбурну поново је освојио сребрну медаљу, где је опет играо на два меча.